# Omar Daoud
Omar Mohamed Daoud (Massa, 9 aprile 1983 – Cirene, 9 maggio 2018) è stato un calciatore libico di ruolo difensore.

## Caratteristiche tecniche
Era un difensore centrale, in grado di giocare anche come terzino destro.

## Carriera

### Club
Comincia a giocare all'Al-Wifak. Nel 2003 si trasferisce all'Al-Olympic (Zawiya). Nel 2005 passa allo JS Kabylie. Nel 2007 viene acquistato dall'Al-Ahly Tripoli. Nel 2009, dopo una breve esperienza all'Al-Wahda, torna all'Al-Ahly Tripoli. Nel 2010 passa all'Al-Akhdar.

### Nazionale
Ha debuttato in Nazionale il 2 dicembre 2005, nell'amichevole Emirati Arabi Uniti-Libia (1-1), in cui ha messo a segno la rete del momentaneo 0-1. Ha partecipato, con la Nazionale, alla Coppa d'Africa 2006. Ha collezionato in totale, con la maglia della Nazionale, 15 presenze e tre reti.

## Decesso
Daoud è deceduto in un incidente stradale il 9 maggio del 2018 nei pressi di Cirene.